# Желтяков Олександр Вікторович
Олександр Вікторович Желтяков (нар. 15 листопада, 2005) — український плавець, чемпіон Європи, чемпіон світу серед юніорів, призер юніорського чемпіонату Європи, рекордсмен України.
Зріст 151 см, вага 32 кг

## Біографія
6 липня 2021 року відбувся півфінальний заплив чемпіонату Європи серед юніорів на дистанції 100 метрів на спині, у якому Желтяков встановив новий рекорд України — 54.97, а у фінальному запливі зумів майже на секунду побити його — 53.98.
В вересні 2023 року У Нетанії (Ізраїль) під час чемпіонату світу з плавання серед юніорів Желтяков здобув дві золоті медалі на дистанціях 100 та 200 метрів на спині, а також завоював «срібло» на 50-метрівці, виконавши олімпійський норматив.
19 червня 2024 року став чемпіоном Європи на дистанції 200 метрів на спині, встановивши у фіналі новий рекорд України (1:55.39). Ця медаль стала першою для українських плавців на цій дистанції на чемпіонатах Європи, а також першою з 2000 року в плаванні на спині.

## Результати
| Рік  | Змагання                          | Місце проведення   | 50 м на спині | 50 м на спині | 100 м на спині | 100 м на спині | 200 м на спині | 200 м на спині | 4x100 м комплексом | 4x100 м комплексом |     |     |
| Рік  | Змагання                          | Місце проведення   | Час           | Місце         | Час            | Місце          | Час            | Місце          | Час                | Місце              |     |     |
| ---- | --------------------------------- | ------------------ | ------------- | ------------- | -------------- | -------------- | -------------- | -------------- | ------------------ | ------------------ | --- | --- |
| 2021 | Чемпіонат Європи серед юніорів    | Рим, Італія        | 26.29         | 14            | 53.98 NR       | 2              | 2:06.34        | 23             | 3:39.43 (54.51)    | 3                  |     |     |
| 2021 | Чемпіонат світу на короткій воді  | Абу-Дабі, ОАЕ      | 24.82         | 34            | 53.90          | 37             | Н/Д            | Н/Д            |                    |                    |     |     |
| 2022 | Чемпіонат Угорщини                | Дебрецен, Угорщина | 25.73         | 6             | 54.86          | 4              | 1:57.84 NR     | 3              | Н/Д                | Н/Д                |     |     |
| 2022 | Чемпіонат світу                   | Будапешт, Угорщина | Н/Д           | Н/Д           | 54.86          | 21             | 2:02.69        | 23             | Н/Д                | Н/Д                |     |     |
| 2022 | Чемпіонат Європи серед юніорів    | Отопень, Румунія   | 25.72         | 11            | 54.26          | 2              | 1:57.65        | 2              | 3:38.02 (54.72)    | 2                  |     |     |
| 2022 | Чемпіонат Європи                  | Рим, Італія        | 25.91         | 31            | 55.49          | 18             | Н/Д            | Н/Д            | 3:34.66 NR (54.60) | 6                  |     |     |
| 2023 | Чемпіонат Європи серед юніорів    | Белград, Сербія    | 25.10         | 2             | 54.18          | 1              | 1:55.79 NR     | 1              |                    |                    |     |     |
| 2023 | Чемпіонат світу серед юніорів     | Нетанья, Ізраїль   | 24.91 NR      | 2             | 53.73 NR       | 1              | 1:56.13        | 1              |                    |                    |     |     |
| 2023 | Чемпіонат Європи на короткій воді | Отопень, Румунія   | 24.15         | 20            | 52.66          | 24             | 1:50.25 NR     | 4              |                    |                    |     |     |
| 2024 | Чемпіонат світу                   | Доха, Катар        | 25.60         | 20            | 54.05          | 15             | 2:01.81        | 23             |                    |                    |     |     |
| 2024 | Чемпіонат Європи                  | Белград, Сербія    | 25.21         | 9             | 53.85          | 4              | 1:55.39 NR     | 1              | 3:33.50 NR (53.91) | 3                  |     |     |
| 2024 | Олімпійські ігри                  | Париж, Франція     | Н/Д           | Н/Д           | 54.32          | 24             | 1:58.41        | 20             | Н/Д                | Н/Д                | Н/Д | Н/Д |
| 2024 | Чемпіонат світу на короткій воді  | Будапешт, Угорщина | 23.99         | 35            | 51.78 NR       | 31             | 1:55.39        | 26             | 3:28.75 (51.99)    | 15                 |     |     |
| 2025 | Чемпіонат світу                   | Сінгапур           | 25.64         | 41            | 54.24          | 24             | 2:02.17        | 33             |                    |                    |     |     |

## Особисті рекорди

### «Довга вода»
| Дистанція      | Час     | Місце            | Дата           | Примітки |
| -------------- | ------- | ---------------- | -------------- | -------- |
| 50 м на спині  | 24.91   | Нетанья, Ізраїль | 7 вересня 2023 | РУ       |
| 100 м на спині | 53.73   | Нетанья, Ізраїль | 5 вересня 2023 | РУ       |
| 200 м на спині | 1:55.39 | Белград, Сербія  | 19 червня 2024 | РУ       |

### «Коротка вода»
| Дистанця       | Час     | Місце              | Дата           | Примітки |
| -------------- | ------- | ------------------ | -------------- | -------- |
| 50 м на спині  | 23.98   | Отопень, Румунія   | 5 грудня 2023  | РУ       |
| 100 м на спині | 51.78   | Будапешт, Угорщина | 10 грудня 2024 | РУ       |
| 200 м на спині | 1:50.25 | Отопень, Румунія   | 10 грудня 2023 | РУ       |